# Бенцианов, Бен Николаевич
Бен Николаевич Бенциа́нов (настоящее имя — Бенциан Ноевич Баранчик; 3 октября 1918, Ростов-на-Дону — 2 апреля 2009, Санкт Петербург) — советский артист театра и эстрады, народный артист РСФСР (1989), художественный руководитель эстрады Государственного концертно-филармонического учреждения «Петербург-концерт».

## Биография
Родился 20 сентября (по старому стилю) 1918 года в Ростове-на-Дону, в семье Ноя Овсеевича Баранчика и Гени Гершовны (Гершоновны) Баранчик (в девичестве Френкель). В 1937 году поступил в школу-студию при ЛАБДТ имени М. Горького. Участник Советско-финляндской и Великой Отечественной войн, был тяжело ранен.
С 1943 года работал в концертном бюро Ленинградской академической филармонии, артистом Театра драмы и комедии на Литейном, в Ленгосэстраде.
Выступал с сольными концертами как артист разговорного жанра, признанный исполнитель фельетонов, монологов, стихов и музыкальных куплетов. Лауреат всесоюзных и всероссийских конкурсов, лауреат премий «Золотой Остап» и «Золотой пеликан».
Умер 2 апреля 2009 года. Похоронен в Санкт-Петербурге на Смоленском кладбище.

## Семья
- Жена — Любовь Петровна Александрова (1923—2006)[6], актриса[7].

## Награды
- орден «За заслуги перед Отечеством» III степени (24 декабря 2008) — за большой вклад в развитие отечественного эстрадного искусства и многолетнюю творческую деятельность[8]
- орден «За заслуги перед Отечеством» IV степени (22 ноября 1999) — за заслуги перед государством, большой вклад в укрепление дружбы и сотрудничества между народами, многолетнюю плодотворную деятельность в области культуры и искусства[9]
- орден Дружбы народов (6 мая 1994) — за заслуги в области отечественного эстрадного искусства[10]
- орден Трудового Красного Знамени
- орден Отечественной войны II степени (1985)
- орден «Знак Почёта»
- медаль «За победу над Германией в Великой Отечественной войне 1941-1945 гг.»
- медаль «За трудовую доблесть»
- медаль «Ветеран труда»
- медаль «За доблестный труд. В ознаменование 100-летия со дня рождения Владимира Ильича Ленина»
- народный артист РСФСР (1989)
- заслуженный артист РСФСР (1968)
- заслуженный артист Киргизской ССР (1974)
- заслуженный артист Дагестанской АССР (1971)
- Почётный гражданин Буйнакска